# Bataille de Rumaila
Guerre du Golfe
Batailles
- Bataille des ponts
- Prise du palais Dasman
- Bataille de l'île de Failaka
- Vol British Airways 149

- Opération Bouclier du désert
- Opération Artimon
- Busiris
- Salamandre
- Tempête du désert
- Daguet
- Bataille d'Ad-Dawrah
- Bataille de Khafji
- Bataille au large de Bubiyan
- Bataille de Hafar Al-Batin
- Highway of Death
- Bataille de 73 Easting
- Medina Ridge
- Aérodrome de Jalibah
- Bataille de Norfolk

- Aérodrome de Safwan
- Bataille de Rumaila

La bataille de Rumaila est un engagement controversé qui eut lieu le 2 mars 1991 près du gisement pétrolier de Rumaila dans la vallée de l'Euphrate dans le sud de l'Irak, lorsque les forces américaines, principalement de la 24e division d'infanterie mécanisée sous le commandement du major-général Barry McCaffrey et des AH-64 Apache, ont attaqué et neutralisé une colonne d'éléments blindés de la garde républicaine irakienne battant en retraite peu de temps après la fin de la guerre du Golfe.

## Un engagement controversé
Ayant eu lieu 2 jours après le cessez-le-feu marquant la fin du conflit, elle se déroule alors que l'ONU et le gouvernement irakien devaient entamer des pourparlers de paix le lendemain matin.
Le bilan du raid fait état de 14 véhicules de transport de troupes neutralisés, de 14 BM-21 Grad détruits, de 4 hélicoptères abattus, de 39 chars T-72, 56 camions et 2 batteries de missiles sol-air SA-6 Gainful irakiens détruits. Un pont irakien sur l'Euphrate a par ailleurs été endommagé.
L'une des deux brigades de la 1re division blindée Hammurabi de la garde républicaine a ainsi été anéantie. Environ 700 soldats irakiens ont été tués ou capturés. Un char M1 Abrams américain a en revanche été détruit dans l'explosion d'un camion irakien situé à proximité et un M2 Bradley a été endommagé par les tirs ennemis.
McCaffrey estime quant à lui que 187 véhicules blindés, 43 pièces d'artillerie et plus de 400 camions ennemis ont été mis hors de combat.

## Conséquences
Les autorités militaires et le Congrès des États-Unis ont cependant exonéré Barry McCaffrey de sa responsabilité, après que celui-ci eut justifié sa décision d'attaquer les blindés irakiens. Selon lui, les Irakiens se seraient montrés agressifs et auraient ouvert le feu, contraignant ses troupes à riposter tandis que certains considèrent qu'il s'agit d'un crime de guerre.
Malgré cet incident, la garde républicaine irakienne massera à nouveau 70 000 soldats et 1 000 chars près de la frontière koweïtienne en octobre 1994 selon les officiels américains.